# Anachemmis linsdalei
Espèce
Anachemmis linsdalei est une espèce d'araignées aranéomorphes de la famille des Zoropsidae.

## Distribution
Cette espèce est endémique de Californie aux États-Unis,. Elle se rencontre dans le centre et le Nord de l'État.

## Description
Le mâle holotype mesure 7,4 mm et la femelle paratype 9,7 mm.

## Étymologie
Cette espèce est nommée en l'honneur de Jean Myron Linsdale.

## Publication originale
- Platnick & Ubick, 2005 : A revision of the North American spider genus Anachemmis Chamberlin (Araneae, Tengellidae). American Museum Novitates, no 3477, p. 1-20 (texte intégral).